# 奥迭尔河

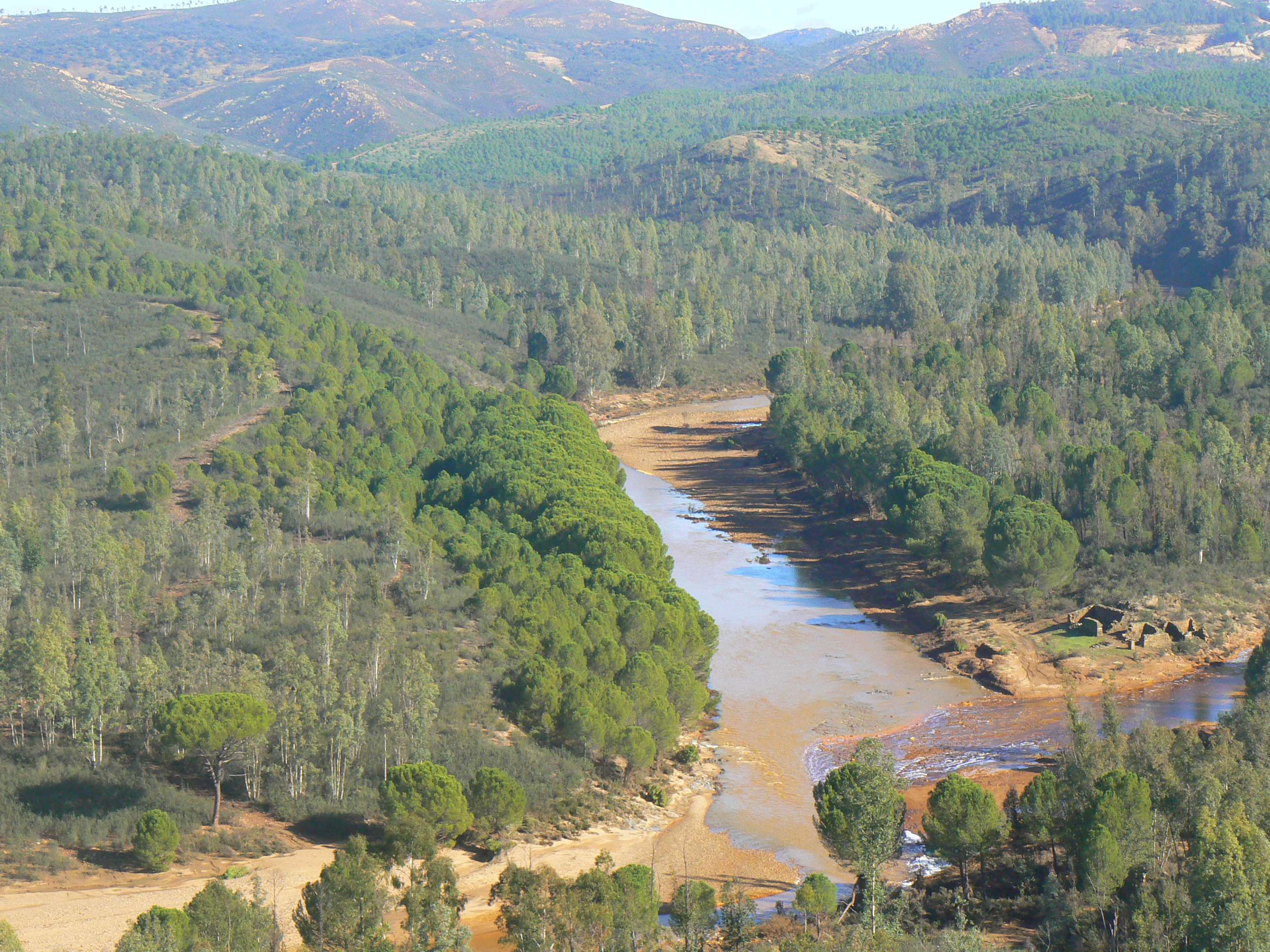
奥迭尔河

奥迭尔河（西班牙語：Río Odiel）是西班牙的河流，位於該國西南部韋爾瓦省，發源自阿拉塞納山脈，最終注入加的斯灣，河道全長150公里，流域面積900平方公里。
37°16′15″N 6°57′53″W / 37.27083°N 6.96472°W
1. ↑  周定国. . 北京: 中国对外翻译出版公司. 2007. ISBN 978-7-5001-0753-8.
2. ↑  國家教育研究院. . 雙語詞彙、學術名詞辭暨書資訊網.   [2019-01-24]. （原始内容存档于2019-01-24） （中文）.